# Trogloctenus
Trogloctenus es un género de arañas araneomorfas de la familia Ctenidae. Se encuentra en África central y Reunión.

## Lista de especies
Según The World Spider Catalog 12.0:
- Trogloctenus briali Ledoux, 2004
- Trogloctenus fagei (Lessert, 1935)